# The Glorious Adventure (film 1918)
The Glorious Adventure è un film muto del 1918 diretto da Hobart Henley. Fu uno degli ultimi film girati in Kinemacolor.
Tra gli interpreti, Mammy Lou, che all'epoca delle riprese dichiarava un'età di 114 anni.
Le scenografie si devono a Hugo Ballin.

## Trama
Carey e sua zia Lucretia vivono in una vecchia residenza nel Sud degli Stati Uniti, in un'atmosfera che ricorda ancora i tempi precedenti alla guerra. Dopo la morte della zia, Carey decide di recarsi al Nord e, in una piccola cittadina, dove si trova a vivere, prende le parti di alcuni lavoratori che vogliono scioperare a causa delle miserabili condizioni in cui vivono. Il suo intervento muove a più miti consigli Hiram, il proprietario, innamorato di Carey.

## Produzione
Il film fu prodotto dalla Goldwyn Pictures Corporation, basato sul racconto When Carey Came to Town di Edith Barnard Delano che era stato pubblicato a puntate sul Ladies's Home Jounal dall'aprile all'agosto 1915 di Savannah in Georgia, utilizzando come attori anche alcuni abitanti della piantagione, tra cui Mammy Lou, un'anziana domestica che dichiarava, all'epoca delle riprese del film, ben 114 anni di età.

## Distribuzione
Distribuito dalla Goldwyn Pictures Corporation, il film uscì nelle sale statunitensi il 14 luglio 1918.